# Novo Selo (Sokobanja)
Novo Selo (serbisches-kyrillisch: Ново Село) ist ein Dorf in Serbien.

## Geographie
Das Dorf befindet sich in der geographischen Region Banja, in der Opština Sokobanja, im Okrug Zaječar, im Osten Serbiens. 
Novo Selo liegt auf einer durchschnittlichen Höhe von 845 m über dem Meeresspiegel.
Die Gebirge des Ozren und der Devica steigen nach Süden, zum Fluss Toponička Reka und dem Lauf des Svrljiški Timok, hinab. Dort befindet sich die kleine geographische Region, des Gebirges Golak, das einen Teil der großen Gebirgskette, der Devica-Ozren-Gruppe, darstellt.
Das Dorf, Novo Selo, liegt in dieser Region des Golak, an den östlichsten Ausläufern des Ozren. Durch das Dorf verläuft eine Straße, die über das Nachbardorf Jezero, zu der etwa 18 bis 20 km nordwestlich gelegenen Gemeindehauptstadt, Sokobanja, führt.

## Dorftypus
Das kleine Bergdorf unterscheidet sich nicht wesentlich von den anderen Dörfern der Gegend. Das größte Problem für die Dorfbewohner, sind die unregelmäßigen bis fast gar keine vorhandenen Busverbindungen, nach Sokobanja.
Die Dorfbewohner sind hauptsächlich in der Viehzucht und der Landwirtschaft tätig.

## Bevölkerung
Das Dorf hatte 2022 eine Einwohnerzahl von 19, während es 2011 noch 32 waren, nach den letzten drei Bevölkerungsstatistiken fällt die Einwohnerzahl weiter. Die Bevölkerung stellen Serben.

### Demographie
| Jahr | Einwohnerzahl |
| ---- | ------------- |
| 1948 | 331           |
| 1953 | 353           |
| 1961 | 295           |
| 1971 | 205           |
| 1981 | 150           |
| 1991 | 92            |
| 2002 | 56            |
| 2011 | 32            |
| 2022 | 19            |

## Geschichte
Mit den zwei weiteren Bergdörfern des Golak, Jezero und Radenkovac, gehört Novo Selo, zu den drei ärmsten Dörfern, der Opština. Im äußersten Norden des Dorfgebiets befindet sich der kleine serbisch-orthodoxe Dorffriedhof. 
Das Dorf droht bald auszusterben und sich in eine Wüstung zu verwandeln. Die meisten Häuser im Ort sind unbewohnt und einsturzgefährdet. Einzelne Häuser liegen bereits in Trümmern oder nur noch die Fundamente stehen noch.

## Belege
- Artikel über das Dorf und das Nachbardorf Jezero auf der Seite www.rts.rs, (serbisch)
- Књига 9, Становништво, упоредни преглед броја становника 1948, 1953, 1961, 1971, 1981, 1991, 2002, подаци по насељима, Републички завод за статистику, Београд, мај 2004, ISBN 86-84433-14-9
- Књига 1, Становништво, национална или етничка припадност, подаци по насељима, Републички завод за статистику, Београд, фебруар 2003, ISBN 86-84433-00-9
- Књига 2, Становништво, пол и старост, подаци по насељима, Републички завод за статистику, Београд, фебруар 2003, ISBN 86-84433-01-7